# 磁気音響効果
磁気音響効果(magnetoacoustic effect)または音響磁気効果とは磁気と音の相互作用による効果。

## 概要
超音波が金属、半金属、半導体に吸収される時に磁場を印加すると吸収率が大幅に変化することにより、音響サイクロトロン共鳴、磁気音響共鳴吸収、ドハース・ファンアルフェン効果の何れかが観測される。

### 音響サイクロトロン共鳴
電子がフォノンを吸収してランダウ準位間を遷移して音波のエネルギーが共鳴的に吸収される。

### 磁気音響共鳴吸収
外部磁場のある場合に超音波が共鳴的に吸収される現象を磁気音響共鳴吸収という。

### ドハース・ファンアルフェン効果
ドハース・ファンアルフェン効果とは金属の磁化率が、十分に低温な状態で磁場の逆数に比例して振動する現象。

## 応用例

### 内部構造の可視化
- 磁場内で超音波を印加することによって内部構造を可視化する[2]。

### 非破壊検査
- 磁場内で超音波を印加することによって探傷する。

## 関連文献
- 深瀬哲郎『砒素及びアンチモンの磁気音響効果の研究』東北大学〈理学博士 乙第946号〉、1969年。 NAID 500000401491。
- 籏福寛, 「磁気音響効果による磁性材料の内部磁界評価」『電気学会論文誌Ａ（基礎・材料・共通部門誌）』 2001年 121巻 8号 p.739-744, doi:10.1541/ieejfms1990.121.8_739, 電気学会